# Früchtchen: Am Äquator ist alles möglich
Früchtchen: Am Äquator ist alles möglich (A Frutinha do Equador (título em Portugal) ou Frutinha: No Equador Tudo É Possível (título no Brasil)) é um documentário realizado e escrito por Herbert Brödl. A faixa Frutinha da Sorte foi composta por Guilherme Luís Vaz Alves de Carvalho. Foi exibido no Festival de Cinema Nórdico de Lübeck a 6 de novembro de 1998.

## Elenco
- João Quaresma
- José Noronha
- Jacinto Alfonso
- Simão de Sousa
- Pascoa Soares
- Maria Neto Atalmira
- Agostinho Patriky